# Denis Mensjov

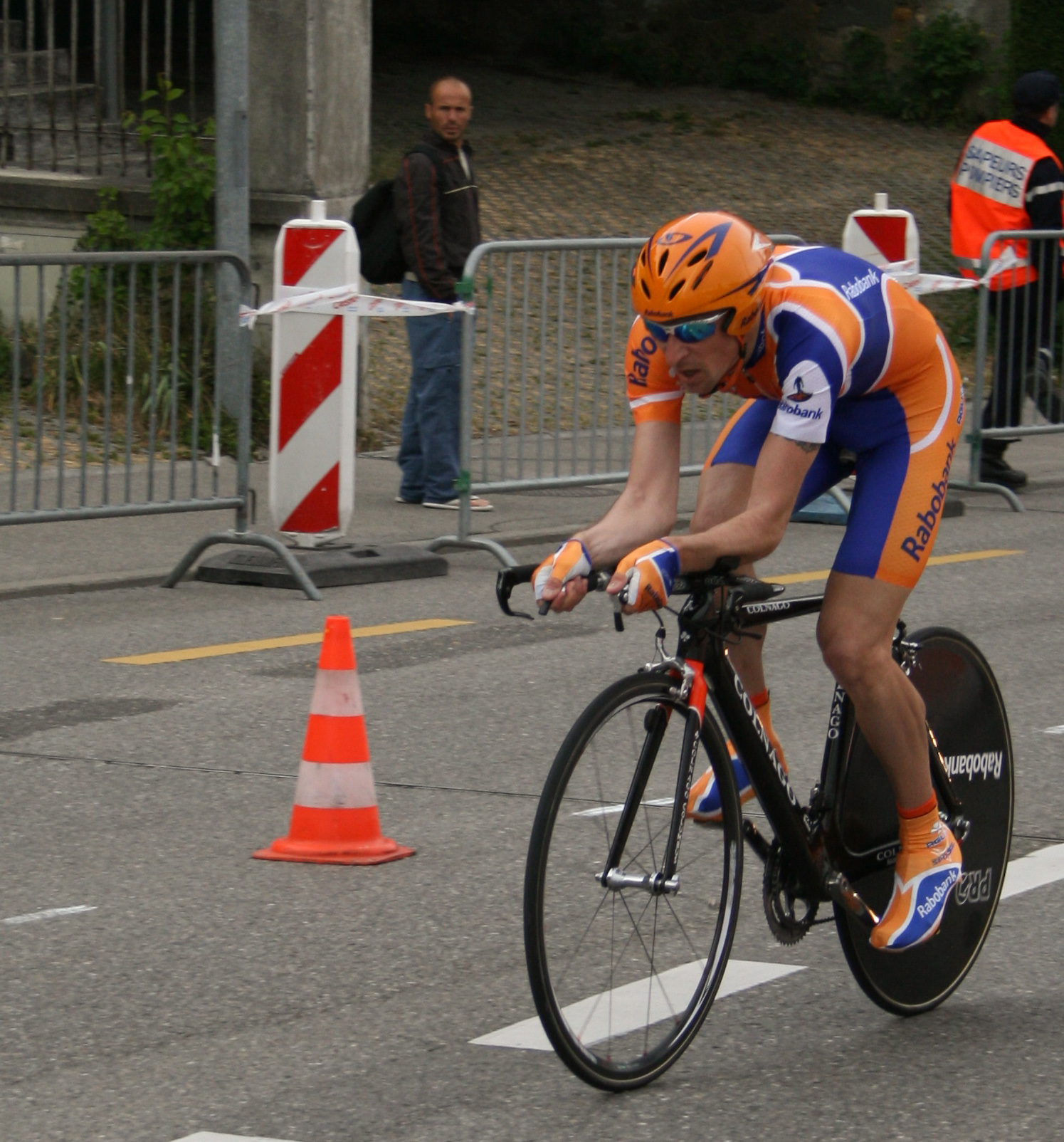
Denis Mensjov, Romandiet runt 2007.

Denis Nikolajevitj Mensjov, ryska: Денис Николаевич Меньшов, född 25 januari 1978 i Orjol, är en rysk professionell cyklist som tävlar för UCI ProTour-stallet Team Katusha.
Mensjov vann Vuelta a España 2005 och 2007. Han vann också Giro d'Italia 2009.

## Karriär
Denis Mensjov började sin professionella karriär år 2000 när han började tävla för det spanska stallet Banesto. Under säsongen 2001 vann han Tour de l'Avenir, ett etapplopp för unga professionella cyklister. Året därpå vann han etappen uppför Mont Ventoux och bergspristävlingen i Dauphiné Libéré. Mensjov kom på en total elfte plats i Tour de France 2003, vilket gjorde att han gick i mål med den vita ungdomströjan som bästa deltagare under 25 år och fick sitt genombrott. 2004 var Mensjovs sista år med Banesto, men också hans mest framgångsrika. Mensjov vann Baskien runt, en etapp på Vuelta a Aragon, en etapp på Paris–Nice och etapp 5 i Vuelta a España under året.

### Rabobank
När Mensjovs kontrakt med Illes Balears-Banesto tog slut efter säsongen 2004 gick han över till det nederländska UCI ProTour-stallet Rabobank. Stallet behövde en ny lagkapten när amerikanen Levi Leipheimer bytte stall och Mensjov tog över den rollen. Stallet kontrakterade också den spanske spurtspecialisten Oscar Freire. Mensjov skulle vara stallets lagkapten till Tour de France 2005, men på grund av en förkylning gjorde han en misslyckad tävling. Han slutade på 85:e plats, två timmar och 35 minuter efter segraren Lance Armstrong. På hösten kom Mensjov tillbaka starkt och lyckades bra i Vuelta a España. Han vann tempoloppet som startade Vuelta a España och sedan tempoloppet på etapp 9 till Lloret de Mar och bar den guldfärgade ledartröjan. Under etapp 15 tappade Mensjov sikte på spanjoren Roberto Heras och Mensjov slutade initialt tvåa i Vuelta a Espana det året. Kort efter att Heras hade tagit hem segern i tävlingen stod det dock klart att han hade varit EPO-dopad under loppet varför segern gick till Mensjov. Ryssen vann också kombinationstävlingen.
Under Tour de France 2006 vann Mensjov etapp 11 framför Levi Leipheimer och Floyd Landis. Målet var att avsluta Tour de France på prispallen men under den sista veckan, i Alperna, tappade han sin tredjeplats och blev sexa i tävlingen. När Floyd Landis senare blev diskvalificerad från tävlingen flyttade Mensjov upp till en femteplats i resultatlistan.
Mensjov tog sin andra totalseger i Vuelta a España 2007. Under samma tävling vann han en etapp, bergspristävlingen och kombinationstävlingen. Den guldfärgade ledartröjan tog han redan på den nionde etappen och behöll den sedan till slutmålet i Madrid. Tidigare under säsongen var han tvungen att bryta Tour de France eftersom han inte längre orkade tävla sedan stallkamraten Michael Rasmussen blivit sparkad av stallet för att ha ljugit om var han befunnit sig vid flera tillfällen.
Under säsongen 2008 valde Mensjov att koncentrera sig på Tour de France och valde att inte köra Vuelta a Espana. Mensjov slutade fyra på Tour de France 2008 bakom Carlos Sastre, Cadel Evans och Bernhard Kohl. Efter tävlingen blev Kohl diskvalificerad efter ett positivt dopningstest och Mensjov flyttade upp till tredje plats i resultatlistan. Mensjov slutade också femma i Giro d'Italia 2008.

### 2009–2010
I mars 2009 slutade Mensjov trea på etapp 3, ett tempolopp, av Vuelta Ciclista a la Región de Murcia bakom Frantisek Rabon och världsmästaren Bert Grabsch. Dagen därpå slutade han trea på etapp 4 bakom Rubén Plaza och José Herrada. Efter den avslutande etappen stod det klart att Mensjov var segrare av det spanska etapploppet, vilket var ryssens första seger sedan han vann Vuelta a España 2007. Tävlingen vann han 20 sekunder framför spanjoren Rubén Plaza. Senare samma månad slutade han tvåa på etapp 4 av Vuelta a Castilla y León bakom Juan José Cobo.
Mensjov vann etapp 5 av Giro d'Italia 2009, två sekunder framför tvåan Danilo di Luca. På etapp 10 slutade ryssen trea bakom Di Luca och Franco Pellizotti. Mensjov vann också etapp 12, ett tufft tempolopp, 20 sekunder framför tvåan Levi Leipheimer, och tog över den rosa ledartröjan från italienaren Danilo di Luca. På etapp 16 slutade han tvåa bakom Carlos Sastre. Inför tempoloppet på den sista etappen, etapp 21, ledde Denis Mensjov tävlingen med 20 sekunder framför tvåan Di Luca. Trots att ryssen kraschade under den sista kilometern lyckades han att utöka ledningen med 21 sekunder och vann Giro d'Italia 2009 med 41 sekunder framför Danilo Di Luca. Han slutade också tvåa i tävlingens poängtävling och tog tredjeplatsen i tävlingens bergspristävling.
Mensjov tog sin första pallplacering 2010 i mars när han slutade på andra plats i Vuelta a Murcia bakom František Raboň. I maj slutade han tvåa i Romandiet runt bakom Roman Kreuziger. Under året fick han inte cykla Giro d'Italia eftersom Rabobank ville att han skulle komma till Tour de France i toppform. Som förberedelse inför Tour de France deltog Mensjov i Criterium du Dauphine, där han slutade femma i tempoloppet och tog åttonde platsen på etapp 6. Mensjov slutade tvåa i Tour de France 2010 efter den näst sista etappen, ett tempolopp, där ryssen tog tid på Samuel Sánchez. Mensjov slutade egentligen trea, men på grund av att Alberto Contador testat positivt för clenbuterol och efter en långdragen rättsprocess förlorade han segern till Andy Schleck.

### Geox-TMC
Inför säsongen 2011 valde Mensjov att gå över till Geox-TMC, där han skulle ha en gemensam ledarroll med Carlos Sastre. Mensjov slutade på åttonde plats i Giro d'Italia men han fick ingen chans att visa upp sig i Tour de France eftersom Geox-TMC inte blev inbjudna. Som förberedelse inför Giro d'Italia slutade Mensjov trea i Vuelta a Murcia bakom Alberto Contador och Jerome Coppel. I september slutade Mensjov femma totalt i Vuelta a España, där han hjälpte stallkamraten Juan José Cobo att ta den totala segern.

### Team Katusha
I slutet av säsongen 2011 valde Mensjov att skriva på ett kontrakt med det ryska stallet Team Katusha.

## Privatliv
Denis Mensjov är gift och har tre barn.

## Meriter
Vuelta a España
 Totalseger – 2005, 2007
 Bergspristävlingen – 2007
 Kombinationstävlingen – 2005, 2007
5 etapper
Giro d'Italia
 Totalseger – 2009
 Poängtävlingen – 2009
2 etapper
Tour de France
 Ungdomstävlingen – 2003
1 etapp
Vuelta al País Vasco – 2004
 Nationsmästerskapens tempolopp – 2012

### Resultat i Grand Tours
| Grand Tour      | 2001 | 2002 | 2003 | 2004 | 2005 | 2006 | 2007 | 2008 | 2009 | 2010 | 2011 | 2012 |
| --------------- | ---- | ---- | ---- | ---- | ---- | ---- | ---- | ---- | ---- | ---- | ---- | ---- |
| Giro d'Italia   | -    | -    | -    | -    | -    | -    | -    | 5    | 1    | -    | 7    | -    |
| Tour de France  | 47   | 93   | 11   | X    | 85   | 5    | X    | 3    | 51   | 2    | -    | 15   |
| Vuelta a España | -    | -    | -    | X    | 1    | X    | 1    | -    | -    | 41   | 5    | 54   |

X = Bröt loppet

## Stall
- Banesto 2000–2004
- Rabobank 2005–2010
- Geox-TMC 2011
- Team Katusha 2012–